# Victoria-Theater

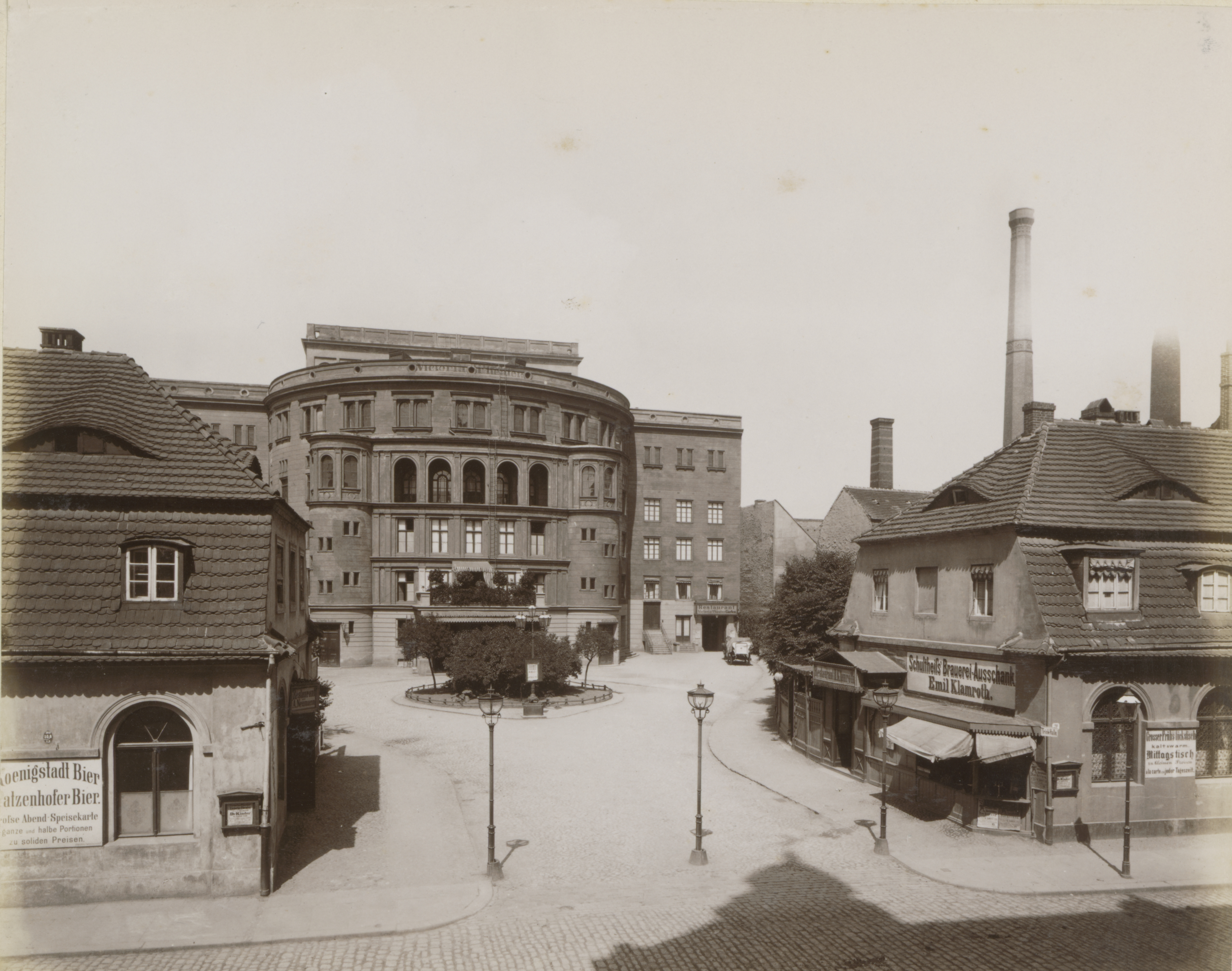
Blick auf das Viktoria-Theater aus der Münzstraße.

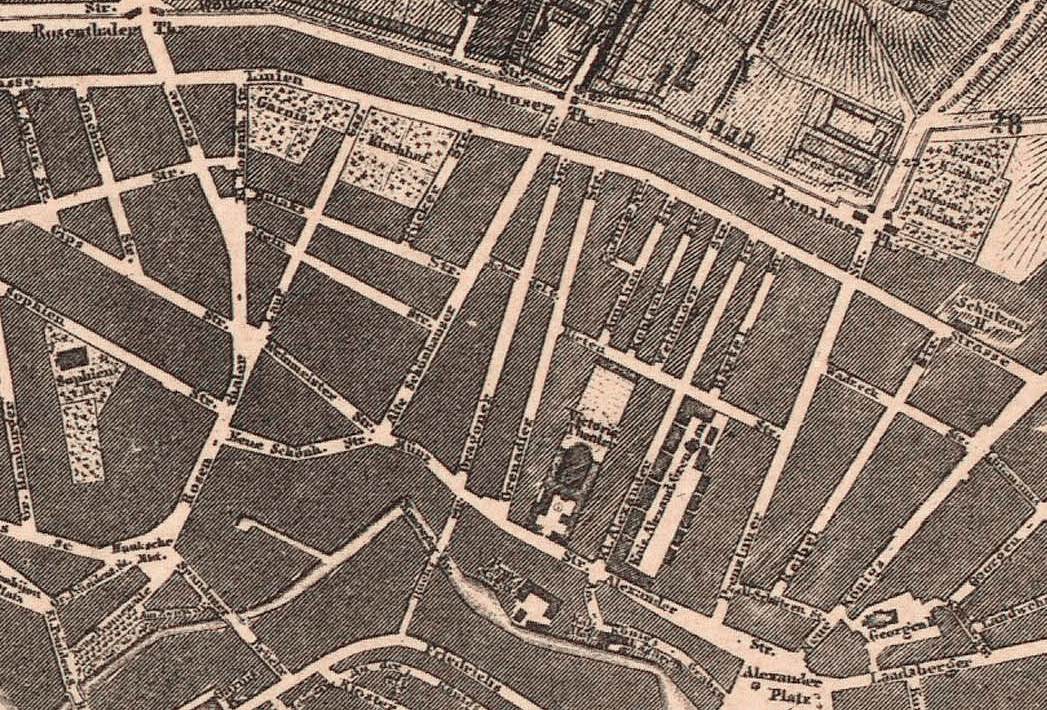
Lage des Victoria-Theaters an der Münzstraße, 1862

Das 1859 eröffnete Victoria-Theater an der Münzstraße 20 in Berlin-Mitte war ein einzigartiges architektonisches Experiment, indem es ein Sommer- und ein Wintertheater (d. h. einen auf die Seiten hin offenen und einen geschlossenen Zuschauerraum) mit dazwischen liegender gemeinsamer Bühne in sich vereinte. Der Zuschauerraum des Wintertheaters hatte drei Ränge mit Galerie und insgesamt 1400 Plätze. Der gesamte Raum konnte auch zu Tanzbällen dienen.
Das Theater wurde von dem Impresario und Schauspieler Rudolf Cerf geplant (unter Beteiligung des Schauspielers Robert Guthery senior) und eröffnet, nachdem er vom Wallner-Theater abgegangen war. Erbaut wurde es von dem Berliner Theaterbaumeister Eduard Titz, nach Plänen von Carl Ferdinand Langhans. Erste Pläne, die dem Theater eine Art Einkaufszentrum und einen Konzertsaal vorlagern sollten, wurden aus Kostengründen nicht verwirklicht.
August Conradi war Kapellmeister, und Schauspieler und Sänger wie Hermann Hendrichs, Emil Hahn (1871–1881, als Leiter), Charlotte Wolter oder Anna Müller-Lincke wirkten hier. Auf diesem Theater wurden Ausstattungsstücke nach Pariser Vorbild, Opern und Frühformen der Revue gegeben. Angelo Neumann gestaltete hier 1881 mit seiner Truppe die Berliner Erstaufführung von Richard Wagners Ring des Nibelungen. Seit den 1870er Jahren wurde das Sommertheater nur noch als Hinterbühne genutzt. Nachdem aufgrund baulicher Veränderungen die doppelte Bespielbarkeit in Sommer und Winter nicht mehr möglich war, konnte sich das Theater nicht weiterhin durchsetzen. Es wurde 1891 geschlossen und abgerissen.